# ناينا جايسوال
ناينا جايسوال لاعبة تنس طاولة هندية ولدت في 22 مارس 2000 في حيدر أباد، الهند.